# Kaous
Kaous là một đô thị thuộc tỉnh Jijel, Algérie. Dân số thời điểm năm 2002 là 21.439 người.